# Parnaibaia
Parnaibaia is een geslacht van uitgestorven coelacanthide vissen dat leefde tijdens het Laat-Jura. Fossielen van Parnaibaia zijn gevonden in de Pastos Bons-formatie in Maranhão, Brazilië. Parnaibaia werd voor het eerst benoemd door paleontoloog Yoshitaka Yabumoto in 2008.
De geslachtsnaam is afgeleid van de rivier de Paranaíba. Het holotype is het skelet KMNH VP 100,257.